# Strixomyia manselli
Strixomyia manselli är en insektsart som beskrevs av Bo Tjeder 1989. Strixomyia manselli ingår i släktet Strixomyia och familjen fjärilsländor. Inga underarter finns listade i Catalogue of Life.